# Bluff (magazine)
Pour les articles homonymes, voir Bluff (homonymie).
Bluff était un magazine américain spécialisé dans le jeu de poker. Des éditions distinctes ont également été publiées pour l'Europe, l'Amérique latine, l'Afrique du Sud et l'Australasie. L'édition américaine a débuté en tant que bimensuel en octobre 2004 et est devenue un mensuel en août 2005. La production du magazine a pris fin en février 2015.
En décembre 2006, Bluff Magazine a acheté thepokerdb.com, une base de données de tournoi en ligne. Churchill Downs a acheté Bluff Media en février 2012.
Le magazine annuel nommé le "Poker Power 20," les 20 personnes les plus influentes dans l'industrie du poker.

## Bluff Europe Magazine
Bluff Europe magazine est un mensuel européen de Bluff Magazine initialement publié en mars 2006. Imprimé au Royaume-Uni il se concentre plus sur le circuit du poker européen, parmi les contributeurs réguliers, se trouvent des joueurs professionnels tels que Neil Channing, Liv Boeree, Tom Sambrook, Phil Laak, Antonio Esfandiari et Mike Caro.

## Bluff Magazine South Africa
Bluff Magazine South Africa est un autre mensuel pour l'Afrique du Sud de Bluff Magazine America. Publié par Maverick Publishing Corp., Bluff Magazine SA se concentre principalement sur l'industrie du poker en Afrique du Sud. Ryan Dreyer, meilleur joueur sud-africain de poker et lauréat du Sun City Millions 2008, en est le rédacteur en chef.